# IC 4499
IC 4499 ist ein Kugelsternhaufen vom Typ XI im Sternbild Paradiesvogel am Südsternhimmel. Er ist etwa 50.000 Lichtjahre vom Sonnensystem entfernt und hat ein geschätztes Alter von 12 Milliarden Jahren.
Das Objekt wurde am 13. Juni 1901 von dem Astronomen DeLisle Stewart entdeckt.